# New England Institute of Technology

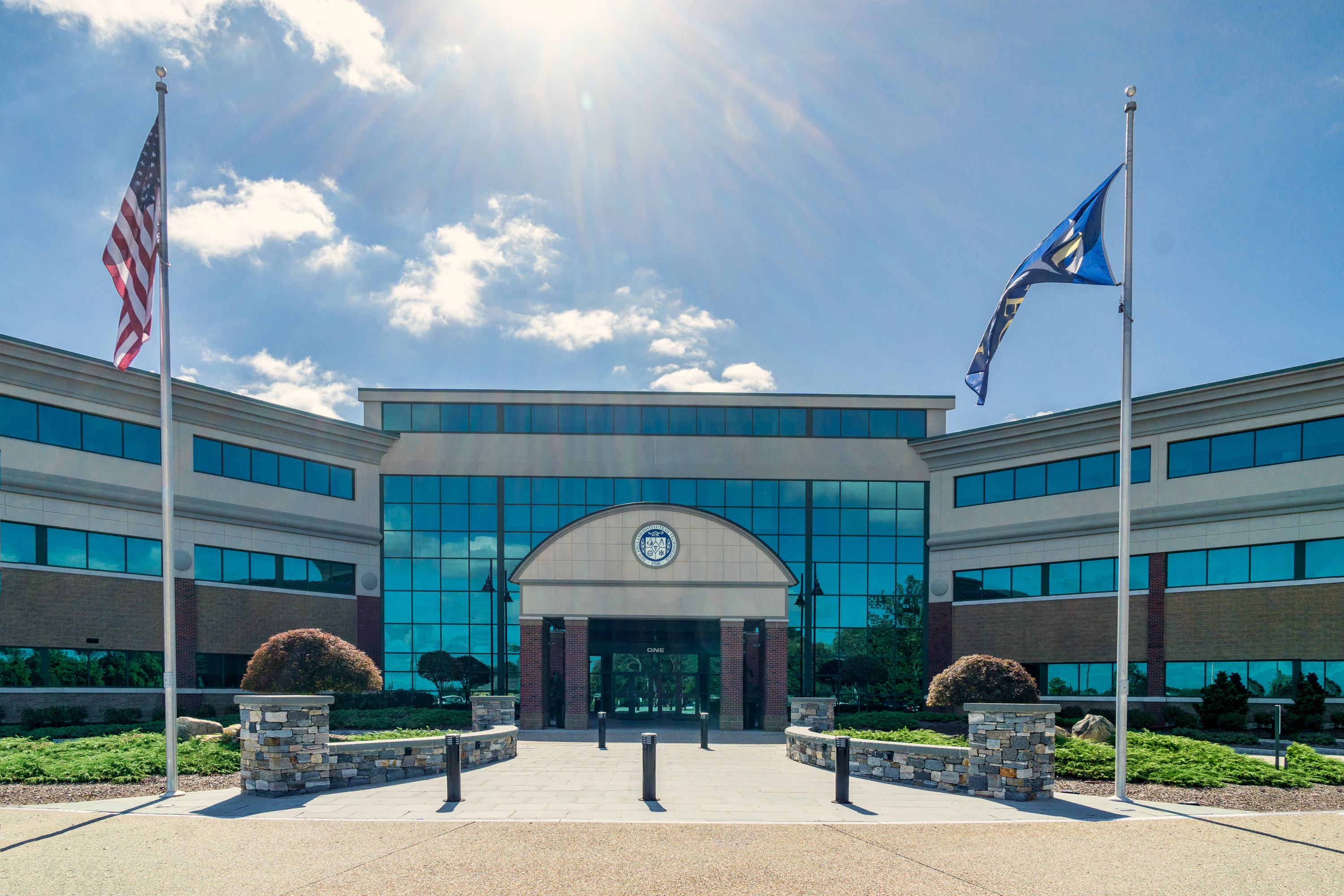
New England Institute of Technology, East Greenwich, Rhode Island (2017)

Das New England Institute of Technology (NEIT), ist eine private Technische Hochschule in Warwick im US-Bundesstaat Rhode Island. An der Hochschule kann ein Associate Degree in 18 Monaten, ein Bachelor in drei Jahren und Master-Abschlüsse erworben werden, da nicht in Semestern, sondern in Quartalen studiert wird.

## Geschichte
Die Gründung erfolgte 1940 von Ernest G. Earle gegründet. Erste berufsbildende Kurse wurden im Bereich der Nachrichtentechnik angeboten. Ende der 1970er-Jahre wurden die ersten akademischen Grade verliehen. In den 1980er Jahren wurden die ersten Bachelor-Degrees verliehen.